# Obodivka, Malîn
Obodivka (în ucraineană Ободівка) este un sat în comuna Horîn din raionul Malîn, regiunea Jîtomîr, Ucraina.

## Demografie
Componența lingvistică a localității Obodivka
     Ucraineană (95,83%)
     Rusă (4,17%)
Conform recensământului din 2001, majoritatea populației localității Obodivka era vorbitoare de ucraineană (95,83%), existând în minoritate și vorbitori de rusă (4,17%).